# Liparis platyglossa
Espèce
Synonymes
- Liparis hallei Szlach.[1]
- Liparis winkleri Schltr.[1]

Liparis platyglossa est une espèce de plantes à fleurs de la famille des Orchidaceae (les orchidées) et du genre Liparis, présente dans plusieurs pays d'Afrique tropicale : Côte d'Ivoire, Nigeria, Cameroun, Guinée équatoriale (Bioko), Sao Tomé-et-Principe.